# Blue Giant
Blue Giant – manga o tematyce jazzowej autorstwa Shinichiego Ishizuki, publikowana na łamach magazynu „Big Comic” wydawnictwa Shōgakukan od maja 2013 do sierpnia 2016. Sequel, zatytułowany Blue Giant Supreme, ukazywał się w tym samym czasopiśmie od września 2016 do kwietnia 2020. Trzecia seria, zatytułowana Blue Giant Explorer, była wydawana od maja 2020 do maja 2023, natomiast czwarta seria, nosząca tytuł Blue Giant Momentum, ukazuje się od lipca 2023.
Na podstawie pierwszej serii studio NUT wyprodukowało film anime, którego premiera odbyła się w lutym 2023.

## Bohaterowie
- Dai Miyamoto (jap. 宮本 大 Miyamoto Dai)

Seiyū: Yūki Yamada 
- Yukinori Sawabe (jap. 沢辺 雪祈 Sawabe Yukinori)

Seiyū: Shōtarō Mamiya 
- Shunji Tamada (jap. 玉田 俊二 Tamada Shunji)

Seiyū: Amane Okayama 

## Manga
Seria ukazywała się w magazynie „Big Comic” od 10 maja 2013 do 25 sierpnia 2016. Wydawnictwo Shōgakukan zebrało jej rozdziały w dziesięciu tomach tankōbon, który były wydawane od 29 listopada 2013 do 10 marca 2017.
| Nr | Data wydania (język japoński) | ISBN (język japoński)  |
| -- | ----------------------------- | ---------------------- |
| 1  | 29 listopada 2013             | ISBN 978-4-09-185678-4 |
| 2  | 28 marca 2014                 | ISBN 978-4-09-186245-7 |
| 3  | 30 lipca 2014                 | ISBN 978-4-09-186460-4 |
| 4  | 26 grudnia 2014               | ISBN 978-4-09-186828-2 |
| 5  | 27 lutego 2015                | ISBN 978-4-09-186850-3 |
| 6  | 30 lipca 2015                 | ISBN 978-4-09-187257-9 |
| 7  | 30 listopada 2015             | ISBN 978-4-09-187406-1 |
| 8  | 30 marca 2016                 | ISBN 978-4-09-187585-3 |
| 9  | 9 września 2016               | ISBN 978-4-09-187828-1 |
| 10 | 10 marca 2017                 | ISBN 978-4-09-189460-1 |

Druga seria, zatytułowana Blue Giant Supreme, ukazywała się na łamach „Big Comic” od 10 września 2016 do 25 kwietnia 2020. Całość została zebrana w 11 tankōbonach, wydawanych między 10 marca 2017 a 30 października 2020.
| Nr | Data wydania (język japoński) | ISBN (język japoński)  |
| -- | ----------------------------- | ---------------------- |
| 1  | 10 marca 2017                 | ISBN 978-4-09-189467-0 |
| 2  | 30 czerwca 2017               | ISBN 978-4-09-189585-1 |
| 3  | 30 października 2017          | ISBN 978-4-09-189743-5 |
| 4  | 23 lutego 2018                | ISBN 978-4-09-189843-2 |
| 5  | 29 czerwca 2018               | ISBN 978-4-09-860022-9 |
| 6  | 30 października 2018          | ISBN 978-4-09-860169-1 |
| 7  | 28 lutego 2019                | ISBN 978-4-09-860265-0 |
| 8  | 28 czerwca 2019               | ISBN 978-4-09-860352-7 |
| 9  | 30 października 2019          | ISBN 978-4-09-860499-9 |
| 10 | 28 lutego 2020                | ISBN 978-4-09-860583-5 |
| 11 | 30 października 2020          | ISBN 978-4-09-860811-9 |

Trzecia seria, zatytułowana Blue Giant Explorer, była wydawana w czasopiśmie „Big Comic” od 25 maja 2020 do 10 maja 2023. Pierwszy tom tankōbon został opublikowany 30 października 2020. Według stanu na 10 lutego 2023, do tej pory ukazało się 8 tomów.
| Nr | Data wydania (język japoński) | ISBN (język japoński)  |
| -- | ----------------------------- | ---------------------- |
| 1  | 30 października 2020          | ISBN 978-4-09-860813-3 |
| 2  | 26 lutego 2021                | ISBN 978-4-09-861003-7 |
| 3  | 30 czerwca 2021               | ISBN 978-4-09-861100-3 |
| 4  | 29 października 2021          | ISBN 978-4-09-861177-5 |
| 5  | 28 lutego 2022                | ISBN 978-4-09-861277-2 |
| 6  | 30 czerwca 2022               | ISBN 978-4-09-861369-4 |
| 7  | 28 października 2022          | ISBN 978-4-09-861466-0 |
| 8  | 29 listopada 2013             | ISBN 978-4-09-861638-1 |
| 8  | 10 lutego 2023                | ISBN 978-4-09-861638-1 |
| 9  | 29 lutego 2024                | ISBN 978-4-09-862749-3 |

Czwarta seria, której akcja rozgrywa się w Nowym Jorku, nosi tytuł Blue Giant Momentum. Jej pierwszy rozdział ukazał się 25 lipca 2023 w magazynie „Big Comic”.

## Film anime
Powstanie adaptacji w postaci filmu anime wyprodukowanego przez studio NUT ogłoszono 21 października 2021. Wyreżyserował ją Yuzuru Tachikawa, na podstawie scenariusza autorstwa Number 8. Projekty postaci przygotował Yūichi Takahashi, który pełnił również funkcję reżysera animacji, a muzykę skomponowała Hiromi Uehara. Pierwotnie premiera miała odbyć się w 2022 roku, jednak została przesunięta na 17 lutego 2023.
W Polsce pokazy filmu miały miejsce podczas 17. edycji Międzynarodowego Festiwalu Filmów Animowanych Animator. Pierwszy z pokazów odbył się 27 czerwca 2024.

## Odbiór
Do sierpnia 2020 manga rozeszła się w nakładzie ponad 5,8 miliona egzemplarzy.
Seria Blue Giant była nominowana do 8. i 9. nagrody Manga Taishō odpowiednio w 2015 i 2016 roku. W poradniku Kono manga ga sugoi! (edycja 2016 roku) zajęła 15. miejsce na liście najlepszych mang dla męskich czytelników. W 2017 roku manga zdobyła 62. nagrodę Shōgakukan Manga w kategorii ogólnej, a także 20. nagrodę Japan Media Arts Festival Award. W 2018 roku została nominowana do 22. nagrody kulturalnej im. Osamu Tezuki. W tym samym roku seria zajęła także 41. miejsce na liście „Książka roku” magazynu Da Vinci oraz 45. miejsce na liście z roku 2019.